# Hestehave Skov
Hestehave Skov er en rekreativ kyst- og bynær statsskov på cirka 1,4 kvadratkilometer ved Rønde på det sydlige Djursland, 35 km nord for Aarhus. Hestehave Skovs nordende ligger små 500 meter fra Rønde bys sydlige udkant i et markant bakkelandskab.
Skoven er del af Nationalpark Mols Bjerge, og grænser mod syd og øst ned til havet med halvøen Kalø og Kalø Slotsruin, og har kyster ud til Slotsvig og Følle Bugt. 
Hestehave Skov hører under Kalø Gods, der i dag er tilholdssted for Danmarks Miljøundersøgelser under Miljøministeriet. Forskerne herfra bruger Hestehave Skov til undersøgelser, fx af den 300 dyr store rådyrbestand i Kalø-skovene.
Troldeskov De ældste plantninger i Hestehave Skov stammer fra midten af 1700-tallet. I Havbakkerne ud mod Følle Bugt og Slotsvig er der en op til 200 år gammel troldeskov af forkrøblet bøg.
Den specielle vækstform er opstået ved, at træernes stammer er vokset op tæt på hinanden fra samme stub, kombineret med vind- og saltpåvirkning fra havet, der forkrøbler væksten til krogede former, som om trolde havde været på spil i skoven.
Hultræet Hestehave skov har en galgebakke, hvor Hultræet står. Det er sammensat af to stammer, der er vokset sammen, så der er hul mellem stammerne. Hullet er efterhånden ikke ret stort, og bliver stadigt mindre i takt med at træeerne bliver tykkere. Hultræet er som andre hultræer blevet brugt på den måde, at man ved at kravle gennem hullet kunne beskytte sig mod sygdom. Børn kravler stadig gennem træet for sjov.
Vest for hultræet i Hestehaves tvillingeskov, Ringemose, findes en helligkilde ved vejen fra Bregnet Kirke ind i skoven. Kilden ses i dag som en lille cirkulær dam. Den var i sin tid et pilgrimssted, som syge mennesker valfartede til. Der er registreret 80 fredede fortidsminder i Kaløskovene.
Baron Vilhelms Bøg Fra den nordlige p-plads kommer man ind i skoven tæt på skovens ældste træ, Baron Vilhelms Bøg, fra midten af 1800-tallet. Træet er 36 meter højt, har en omkreds på 4,7 meter, og vejer 32 tons.
Mange af skovens træer har navne, og er navngivet i i første halvdel af 1900-tallet af den daværende tyske ejer, Baron von Jenisch, der som del af den tyske hær blev dræbt i Middelhavet i 1943 under 2. Verdenskrig. Efter krigen blev Kalø Gods, og dermed Kaløskovene, Hestehave og Ringelmose, konfiskeret af den danske stat. Derfor er området statseje i dag. 
Thyras Hytte ved kysten i sydenden af skoven er en skovhytte med bålplads, som blandt andet institutioner kan låne til udflugtsformål. Her er direkte udsigt hen over Slotsvig til Kalø Slotsruin. 
Hytten ligger 600 meter fra P-pladsen til Slotsruinen og Slotskroen, der i løbet af få år (per 2014) skal erstattes med en ny hovedbygning til Nationalpark Mols Bjerge med udstillinger og et nyt spisested. 
Tvillingeskov Hestehaves tvillingeskov, Ringelmose, ligger 500 meter øst for skoven, og er af samme størrelse i samme bakkede og lerede landskabstype. Igangværende forskning, der startede i 1980'erne, ser på den parallelle udvikling af dyre- og plantelivet i de to Kalø-skove.
Hestehave Skov drives som naturskov, hvor væltede træer får lov til at stå, og hvor man søger at lade nye træer opstå ved selvsåning og lignende. Modsat Ringelmose Skov der drives traditionelt med vægt på tømmerproduktion af fortrinsvis ær, ask, bøg og lidt eg.
80 - 90 pct. af Hestehave Skov er løvskov, i stor grad bøg, der som oftest er gammel, hvilket er med til at give en åben skov. Begge skove ligger midt i et kystnært rekreativt område i Nationalpark Mols Bjerge, og er indrettet med mange stier, skoveveje og infostandere med henblik på at sikre offentligheden viden og adgang.
Fri Overnatning Ved kysten er der i Hestehaveskovens strandeng indrettet en såkaldt primitiv overnatningsplads, med bålplads, som enhver må benytte gratis mod forudbestilling.
Mod vest i skoven ved kysten er der et udsigtspunkt, Favntræspladsen, ud til Følle Bugt. Her er der en picnicplads med fast bord og bænk. Favntræspladsen blev før lastbilernes tid brugt som udskibningssted for brænde til Aarhus, der ligger 23 kilometers sejlads mod syd.
Motion Vandrerute nr. 94 går gennem Hestehave Skov. Ruten er del af Nordsøruten, en vandre- og cykelrute, der går gennem 7 lande omkring Nordsøen. Samme sti har også forbindelse til en international vandrerute fra Sverige til Sydeuropa.
Hestehave skov bliver ofte benyttet af motionister og kondiløbere, især fra Rønde. Det årlige, Egegårdsløb, med udgangspunkt i Rønde går gennem Hestehave Skov.
Adgangsforhold Et stisystem fra Rønde fører ind i Hesthave skov. P-pladsen til attraktionen, Kalø Slotsruin, er også udgangspunkt for besøg i Hestehave Skov, samt udgangspunkt for Kalø veteranbiltræf, eller tirsdagstræffene, der bliver afholdt ved Kalø alle tirsdage i den lyse del af året. Veteranbil-træffene udgør sammen med Kalø Slotsruin områdets to største publikumsmagneter. 
I Hesthave Skovs nordende er der ligeledes en adgangsvej med P-plads, fra landevejen, Molsvej, der er hovedlandevejen fra det centrale Østjylland til det sydlige Djursland med Ebeltoft og Molslandet.

## Galleri
- Der er udsigt til Kalø Slotsruin fra det offentlige, såkaldt primitive overnatningssted, i syd-enden af skoven.
- Følle Bugt længst oppe i Aarhusbugten, set fra Favntræspladsen, afgrænser skoven mod vest.
- Motionister bruger skoven, som der er adgang til fra byen Rønde, via stier.

56°17′12.9″N 10°27′56.1″Ø / 56.286917°N 10.465583°Ø